# 目黒ショック
目黒ショック（めぐろショック）は、東京都目黒区の区政に関して、
1. 2006年12月頃、大多数の区議が政務調査費を不正に使用もしくは私的流用をしているとオンブズマンが主張したことにはじまった政治的混乱[1][2][3]。
2. 2010年11月、青木英二目黒区長が緊急財政対策本部の設置を発表したことにはじまった、大規模な区財政再建策をめぐる動き[4]。

などを指すが、ここでは前者について述べる。

## 概要
2006年、市民団体「目黒区オンブズマン」は、目黒区議会の正副議長の2005年（平成17年）度の政務調査費収支報告書を情報公開請求し、内容を検討した。副議長は公明党の所属であり、政務調査費を個人ではなく党派として受け取っていたため、検討されたのは宮沢信男議長と公明党区議団政務調査費収支報告書であった。その結果、不適正な支出が多々見つかったとして、「目黒区オンブズマン」は、独歩の会所属の区議とともに、住民監査請求を起こした。この動きに対し、11月30日、公明党目黒区議団は、自主的な調査により不適正な執行が判明したとして政務調査費を返還し、6名全員が辞職した。宮沢信男議長は、議会の混乱を理由に議長職を辞任した。
本件をきっかけに、マスコミの調査や報道がはじまり、他の地方自治体でも同様のことが行われていることが明らかになり、騒ぎが広がった。
一方で騒動の発端となった目黒区では、私的流用を指摘された側からは「2006年5月頃より私的流用を批判された議員（独歩の会）がオンブズマン（元自民党区議）と組んで、自分と対立する議員に疑義をかけて騒ぎ立てた政争である」との説明も行われている。
当時、目黒区区議には1人あたり月額17万円、年間204万円の政務調査費が交付されていた。その使用目的について目黒区では、領収書を添付することになっており、また住民に対して公開されている。これを入手し精査したオンブズマンが、領収書の但し書き欄から、政務調査とは考え難いものの購入費用として使われたものが多数発見し、順次、住民監査請求を起こした。私的流用を行っていたと嫌疑をかけられた会派は、自民・公明・民主・社民・共産・無所属と多岐に渡った。テレビ朝日とTBSでは「目黒区長も半ば容認だった」と報道されたが、この報道の中立性・正確性に疑問を呈するものもいる。。
本問題が広く報道されるようになったのは、公明党議員の一斉辞任がきっかけである。しかし、この指摘をオンブズマンと共に行った独歩の会議員も、政務調査費の使用に問題があったとして、区議会より費用の返還要求と問責決議を受けた。この他にも目黒区議会内では、区議同士で「監査請求の応酬」や「告発合戦」が行われ、監査請求や裁判が政争の道具となっている面もある。
政務調査費の使用については、適切な使途の範囲が具体的に示されていなかったことが、問題を招く素地となっていたという見方もある。
また、私的流用については「どこまでを政治的活動と見るか」について明確な基準が設定しづらいという問題もあり（政治活動を、公的業務と見るか、自己の当選を目指した活動と見るか、線引きは難しい）、オンブズマンの指摘によって最終的には費用返還がなされた場合でも、法に触れる不正があったとは断じられない。

## 領収書の但し書き
何に金銭を支払ったのか記載する領収書の「但し書き」欄をオンブズマン及びマスコミが調べたところ、眼鏡購入費、年賀はがきやボディピロー（抱き枕）の購入費、商店街の新年会費用、バイク購入費、事務所の家賃、カーナビ購入費など、政務調査の範囲に含まれるか疑わしいものが散見された。これらをオンブズマン側が「不正である」と主張したため、その不正・不適切さについて議論が行われた。結果
- 明確に問題がある不正行為 … 例）翌年度に支出するものを、前年度の政務調査費で支出した事例（条例違反）
- 政治活動に関連した出費ではあるが、政務調査とは言えないもの … 例）政治資金パーティーに支出した事例
- 政務調査に含まれるか、意見が分かれるもの … 例）団体の年間維持に用いられる会費に支出したと判断された事例

などもあることが分かった。
また、公開された領収書のコピーには、沖縄のタクシー会社の領収書に乗車区間として東京の地名が記載されたもの、領収書の改ざんが疑われるものあった。

## 目黒区の対応
住民監査請求合戦の結果、自民党目黒区議団の数名に同書籍の複数購入分・団体の維持経費としての会費・政治資金パーティへの参加費（総額：12万5千円余）、独歩の会議員の数名に裁判資料作成費用・別年度の広報紙発行費用（152万8千円余）、無所属議員（34万2千円余）の返還が妥当であるという結論が出された。目黒区民会議（民主系）、共産党目黒区議団に対する指摘はなかった。（公明党目黒区議団は疑わしい部分すべてを返納していた。）
監査結果を受けた自民党は疑わしいと指摘された部分を即座に返還した。監査結果を受けた目黒区長により、返還しない議員に対して返還命令が発せられた。独歩の会議員・無所属議員は区長による返還命令に応じず、相殺処理が行われている。

## 目黒区議会の対応
目黒区議会は12月26日に臨時議会を開き、大学教授・弁護士・会計士に政務調査費改善のための提言を求め、平成19年3月の議会において政務調査費を従来の月額17万円から14万円に減額し、収支報告書の提出を年2回とし、使途制限・罰則など大幅な強化を行った。自民・民主・共産などは改正案に賛成し、独歩の会は全員退席した。

## 他自治体への波及
目黒区からはじまったこの問題だが、他の自治体議員の政務調査費交付の金額や使用目的などがマスコミによって調査、報道された。その結果、目黒区は「領収書の添付が義務づけられていたので問題発覚となったが、他の自治体には領収書の添付不要もしくは添付義務がないところもある」ということが明らかになった。別の東京都23区の区議は、ポルノ誌の購入費や高額な食事費用に使用していたこともわかり、さらに問題は広がった。そして、多数の地方自治体で、領収書の添付義務や金額の減少が議会決定した。

## その他
独歩の会議員は、私的流用・不適切使用を行ったとされる区議に対して住民訴訟を起こしていたが全面敗訴を重ね、2008年10月にすべてを取り下げた。反面、独歩の会の同議員は、前述のバイクを購入した民主党議員による住民監査請求で不適切使用と認定された。2007年3月に目黒区から返還命令が出され、不服請求をするも全面敗訴した。現在、報酬から毎月定額を棒引きするかたちで101万円余の不適切流用を分割返済している。